# 奧地利王位繼承戰爭
奧地利王位繼承戰爭（德語：Österreichischer Erbfolgekrieg；1740年—1748年），或稱奧地利領地繼承權戰爭，起因為奧地利哈布斯堡王朝男嗣斷絕，歐洲兩大陣營為爭奪奧地利大公的頭銜，並在奧地利獲取利益而引發的戰爭。
戰爭中有四個主要戰區，低地、中歐、義大利地區和海外戰事，法國於1745年至1748年征服奧屬尼德蘭，普魯士於1740年征服西里西亞，並擊退奧地利嘗試收復的努力，而在義大利地區，法國與西班牙多次擊敗敵軍，但最終因人數劣勢而不敵。

## 烽煙四起

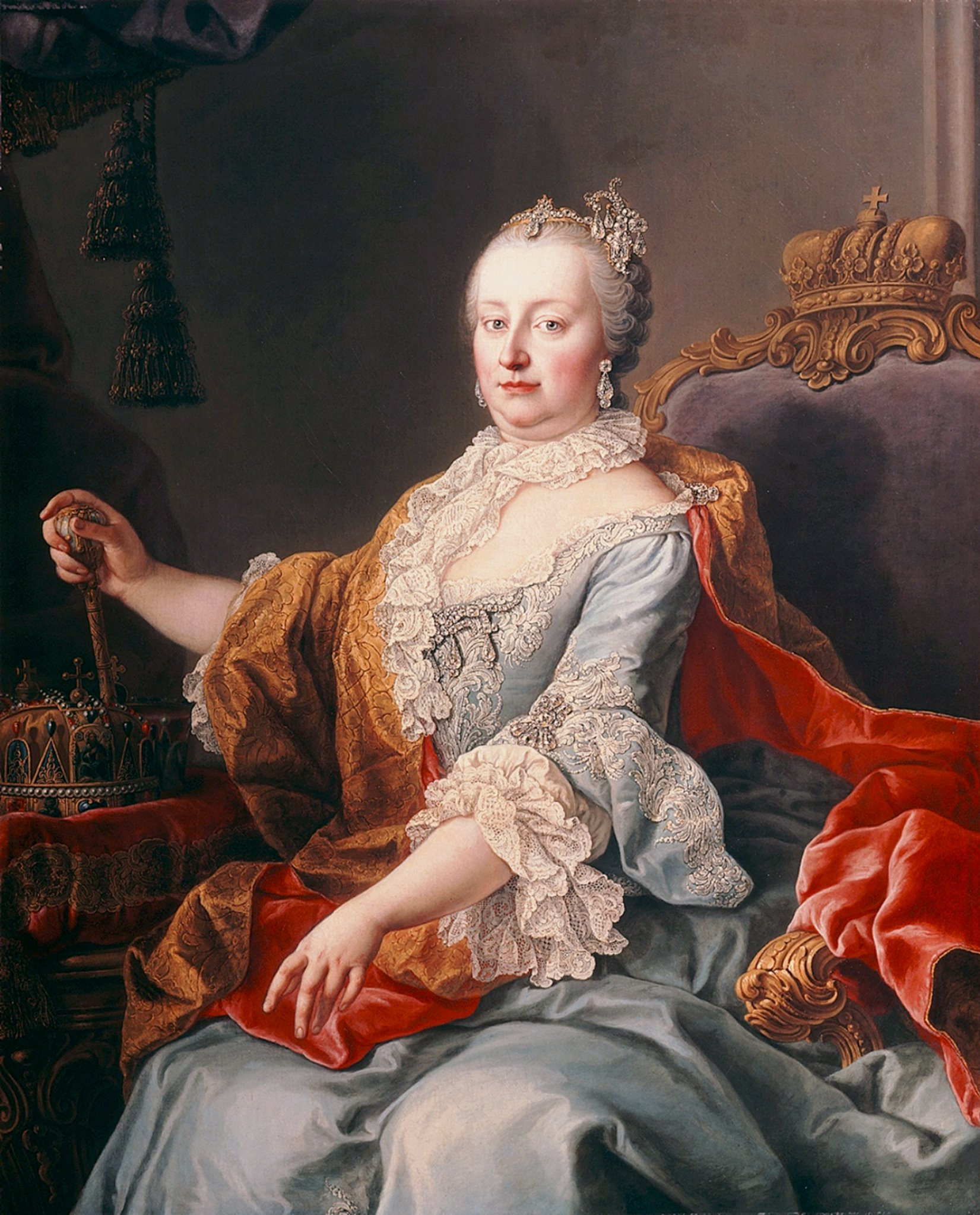
波西米亞女王玛丽娅·特蕾西娅

1740年10月20日神聖羅馬帝國皇帝卡爾六世逝世，並無遺下男性後嗣，而根據卡爾六世於1713年所頒佈的《國事遺詔》，其長女玛丽娅·特蕾西娅有權承襲其波希米亞國王之位，而玛丽娅·特蕾西娅的夫婿弗兰茨·斯蒂芬則可承襲其神聖羅馬帝國帝位。可是法國、西班牙、普魯士、巴伐利亞、薩克森、薩丁尼亞王國、那不勒斯王國並不承認《1713年國事遺詔》，而德意志的三大諸侯國--普魯士、巴伐利亞和薩克森更極力協助玛丽娅·特蕾西娅的堂姐夫巴伐利亞選帝侯卡爾·阿尔布雷希特登上神聖羅馬帝國皇位，即卡爾七世。至此戰爭已不可避免，因此反國事遺詔陣營裡最積極的一方普魯士在1740年12月16日正式向奧地利宣戰。奧地利則聯合大不列顛王國、波希米亞、漢諾威、匈牙利王國、荷蘭、西里西亞及俄羅斯，抵抗反奧陣營的入侵，長達8年的奧地利王位繼承戰爭正式爆發。

## 中歐地區

### 普軍出擊
1740年5月31日，腓特烈二世即位為普魯士國王。雖然普魯士的國際地位在近幾十年不斷提高，但其領土過於分散，腓特烈決心透過征服西里西亞來改變這點。
為了擊敗奧地利，普魯士於1739年4月與法國簽訂密約，確保奧地利將會面對兩線作戰：法國將從西部進攻，而普魯士將從北部進攻。1740年12月上旬，普魯士軍隊沿著奧得河集結，八萬普軍在沒有宣戰的情況下入侵西里西亞。
奧地利的軍事資源集中在匈牙利和義大利，在西里西亞的部隊僅有3,000人，他們守住部分要塞，其餘部隊則撤退至摩拉維亞。

這場戰役讓普魯士成功控制哈布斯堡君主國最富有的省份，包括擁有超過一百萬人口的商業重鎮布雷斯勞，以及採礦、紡織和印染工業。然而，腓特烈低估了瑪麗亞·特蕾莎扭轉損失的決心，而南西里西亞的奧地利堡壘意味著普軍無法快速取得勝利

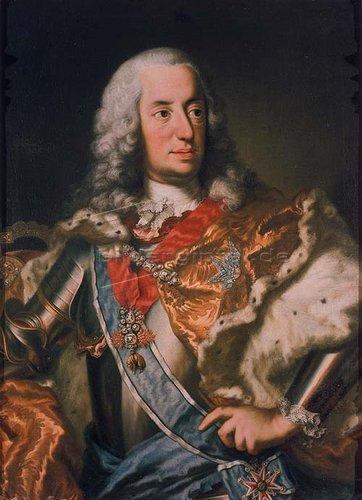
與瑪利亞‧特蕾西亞敵對的神聖羅馬帝國皇帝——卡爾七世

#### 各國參戰
1741年4月，奧地利元帥奈伯格（Neipperg）領兵約1.6萬人，突然從西里西亞東面的摩拉維亞境內發起進攻以解救尼斯堡，引發莫爾維茨會戰。腓特烈親率部隊與奧軍在此決戰。腓特烈在他第一次的指揮犯下極其重大的錯誤，他的部下要求他離開戰場以免被俘。他的副手馮施未林將軍設法贏下了勝利，但普軍傷亡較奧軍慘重。
同年6月5日，普魯士與法國結盟，法軍於8月5日越過萊茵河。一支法國、巴伐利亞聯軍沿著多瑙河向維也納進軍，並於9月14日佔領林茨。兩萬人薩克森軍從三個不同的地點向布拉格進軍。
1741年11月26日，腓特烈成功征服了西里西亞，一支由莫里斯·德·薩克斯率領的法軍部隊佔領了布拉格。巴伐利亞選帝侯卡爾·阿爾布雷希特加冕為波希米亞國王。
1742年1月，奧軍主動進攻巴伐利亞，以迫使巴伐利亞退出戰爭，並從而進逼波希米亞。普王腓特烈立即派兵進逼至奧地利邊境，在解除巴伐利亞與波希米亞的危機後，普軍調兵北向。格林的卡爾親王則率3萬奧軍拊其側背，從摩拉維亞方向抄後路向腓特烈進攻，於是1742年5月17日爆發查圖西茨會戰；經過一輪激戰後，雙方互有勝負，但最終奧軍撤退。同年5月24日，法國元帥弗朗索瓦·德·布罗伊在扎哈伊戰役中取勝，兩場戰役最終對整體戰略皆沒有什麼影響。

#### 停戰
1742年6月初，奧地利為了避免多線作戰，對普魯士提出暫時休戰，轉而對付威脅較大的法蘭西王國。普軍開始從波希米亚撤出，奧軍於12月收復布拉格。

### 第二次西里西亞戰爭

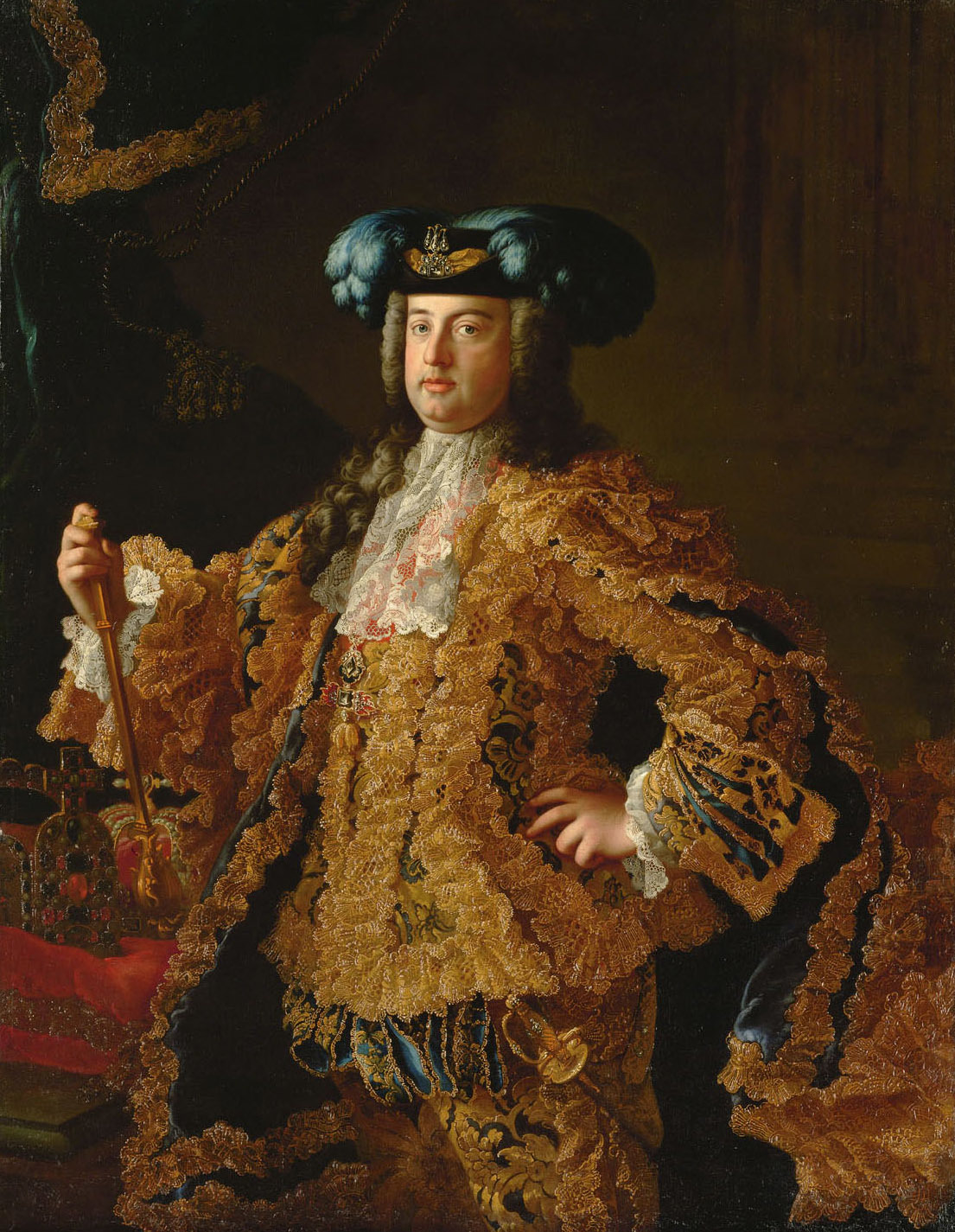
托斯卡納大公弗朗茨三世

腓特烈不願見到任何一方獲得全勝，尤其害怕奧地利獲勝之後，會回頭向普魯士追討西里西亞，因此於1744年重新加入戰爭。8月17日，普魯士再度施展突襲攻勢，這次普魯士兵分三路：腓特烈御駕自率主力4萬人，和另外兩位將軍各約1.5萬人的部隊，三路大軍採向心攻擊姿態，從西里西亞出發，大敗薩克森（上次戰爭的盟友，現在倒戈），再指向西里西亞正南方波希米亞的首都布拉格。1744年9月16日攻佔布拉格，繼續以62,000人的主力向維也納進軍，第二次西里西亞戰爭正式揭幕。與上次一樣，奧軍因普軍的突然襲擊而在最初的數個月被其大敗。奧軍只得轉打消耗戰，奧地利軍總司令卡爾親王率5萬人回援，採取堅壁清野的方針派兵偷襲普軍的補給線，以截斷其彈藥及糧食供應，使腓特烈在波希米亞境內遭遇補給困難，威脅腓特烈後路並成功消滅普軍近1.2萬人。

#### 以退為進
當腓特烈緩慢回撤至布拉格附近的時候，曾經想引誘卡爾出來決戰，但是10月份已經天寒地凍，卡爾又在會合薩克森盟軍後兵力增至10萬人，於是腓特烈承認戰略上已無利可圖，準備緩慢撤回西里西亞。但是他這次又犯了一個錯誤：過於貪圖在波希米亞得到的土地，捨不得撤走各個要塞的守軍。結果普魯士野戰軍一撤，這些據點被奧軍逐一拔除，白白損失了3,000人。當普軍分路渡過易北河撤回西里西亞境內的時候，因為傷病和逃散，普軍一仗未打就損失了一半力量。儘管戰略上受了一次挫折，但是腓特烈損失不大，他將計就計，裝做向西里西亞首府佈雷斯勞撤退，引誘卡爾親王走出波希米亞和摩拉維亞的山地，追擊到西里西亞的平原上，以便以一次乾淨俐落的戰役徹底擊敗奧地利。1745年初，奧軍擊敗法軍和巴伐利亞軍，巴伐利亚被迫于4月22日签订富森条约退出战争。該年5月，奥军攻至西里西亞。6月4日清晨，霍亨弗里德堡戰役爆發，普軍突襲奧地利與薩克森聯軍，使得奧薩聯軍損失慘重，被逼撤退。

#### 再度議和
1745年9月30日，奧薩聯軍在索爾戰役再度與普軍決戰，但又被普軍擊敗。奧地利雖多次失敗，但瑪麗婭·特蕾莎的仍然想奪回西里西亞。1745年年底，奧地利準備集中主力從波希米亞出發，撇開北面西里西亞的腓特烈，向西北方向，越過薩克森，直接攻擊西方的勃蘭登堡本土，爆發凱撒斯多夫會戰。這次敗仗徹底打消了奧地利和薩克森與普魯士為敵的信心，為免損失加劇，奧地利、薩克森在衡量得失後只得在該年聖誕日與普魯士簽訂《德雷斯頓和約》。奧地利以西里西亞全境割予普魯士為代價，換取普魯士承認瑪利亞‧特蕾西亞為奧地利大公，及其夫婿弗兰茨·斯蒂芬為「神聖羅馬帝國」皇帝，退出奧地利王位繼承戰爭，第二次西里西亞戰爭宣告結束。

## 低地地區

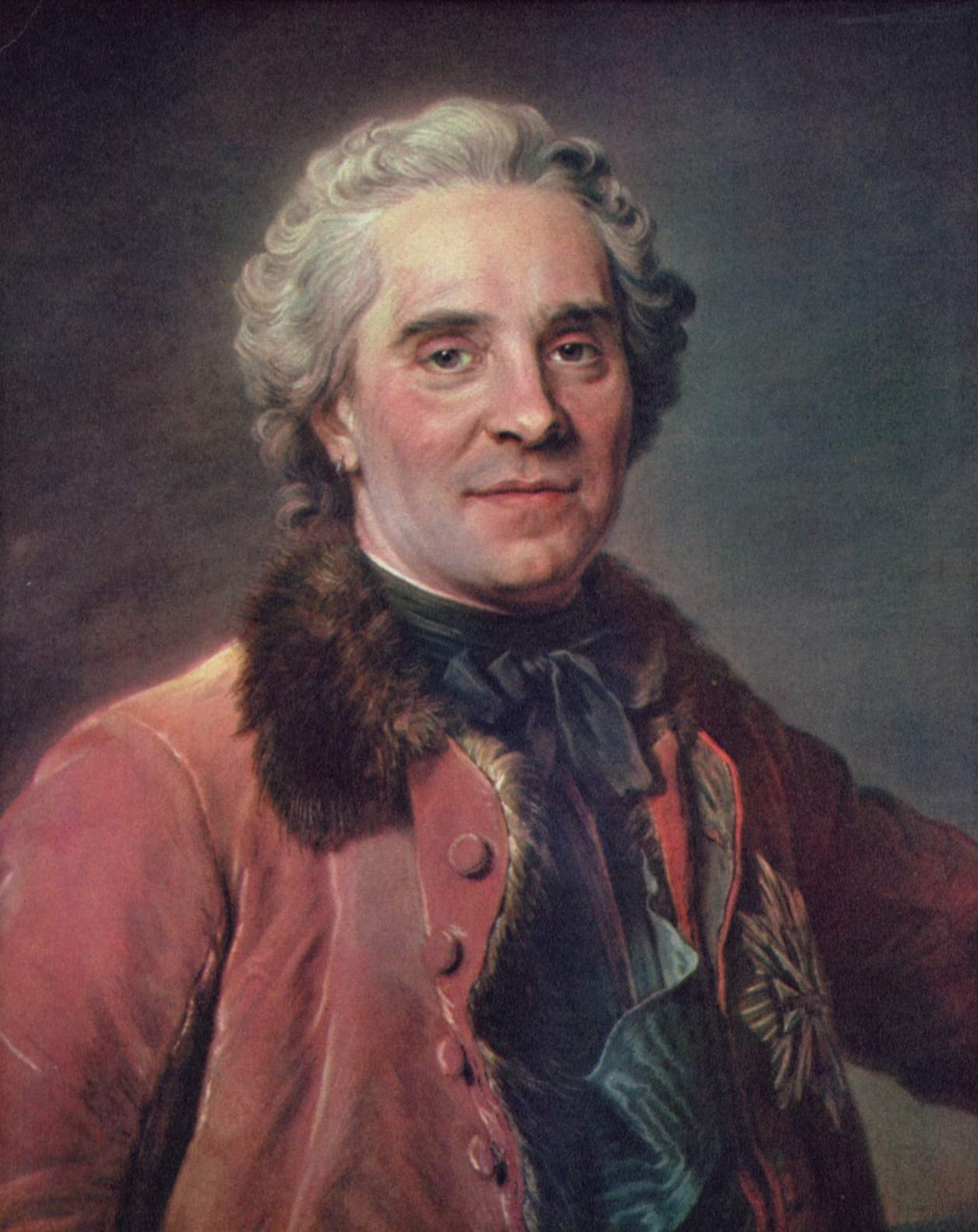
法國元帥莫里斯·德·薩克斯。這位該時代最優秀的將領，多次取得對聯軍的輝煌勝利。

巴伐利亞退出戰爭後，法軍得以將部隊調往低地。法國元帥薩克斯伯爵說服路易十五在低地交戰是擊敗英國最好的機會，該國為國事詔書聯軍的經濟支持者。他提議進攻北歐貿易節點與荷蘭防線的重鎮图尔奈，這會迫使聯軍在他選定的地點戰鬥。 1745年5月11日，他率領的法軍在豐特努瓦戰役擊敗聯軍，確立了法軍對低地地區的統治地位，並導致大不列顛王國與荷蘭共和國的爭吵。
在豐特努瓦戰役後，薩克斯率領的法軍迅速推進。而聯軍在梅勒戰役的失敗使其無法保衛部份城鎮。法軍接連攻下根特、奧德納爾德、布魯日、登德爾蒙德等地。到了七月底，法軍已經進攻至荷蘭共和國西南部的泽兰省。 1745年8月，法國支持的詹姆斯黨叛亂迫使英國將佛兰德的士兵調兵回國。此舉使得法軍佔領了關鍵港口奧斯坦德和尼烏波特，威脅到英國與歐洲大陸的聯繫。
1746年，法軍繼續征服奥属尼德兰，接著掃蕩布鲁塞尔和默兹河中間的荷蘭與奧地利聯軍。在卡洛登战役擊敗詹姆斯黨後，英國對洛里昂發動一次襲擊，試圖減緩法軍的進軍速度但最終失敗。該年10月，聯軍再次於羅庫戰役敗於薩克斯之手。
1747年4月，荷蘭共和國陷入危機，法軍開始摧毀荷蘭與奥属尼德兰的防線。該年7月2日的勞菲爾德戰役，聯軍再次戰敗，法軍隨後開始圍攻貝亨奧普佐姆和馬斯垂克。
法軍的行動使得正在進行中的布雷達會議更加緊迫，同時3萬名俄軍也從利沃尼亞省向萊茵河進軍，但馬斯垂克在他們抵達前陷落。1748年10月18日，雙方簽訂1748年亚琛条约。

## 影響
普魯士王國在這場戰爭裡充份表現其卓越的軍隊素質，並且在戰後獲得大片領土，從此成為德意志地區除奧地利大公國外最強的諸侯國。
法蘭西王國的陸軍在這場戰爭中表現出色，莫里斯·德·薩克斯率領的部隊在低地地區對聯軍連戰皆捷，於1748年征服並控制整個法蘭德斯地區。
這場戰爭的決戰數量較此前的三十年戰爭、大同盟戰爭、大北方戰爭與西班牙王位繼承戰爭為少，改為以大量消耗戰消耗敵軍的戰鬥力，影響18世紀大部份戰爭的戰略，使得整個18世紀的戰爭均著重消耗戰，直至拿破侖戰爭時才出現改變。
線式戰術在這場戰爭裡開始顯得有心無力，普魯士陸軍對其進行改革，發明「斜線式戰術」的新型線式戰術，使得攻擊力大增，並成為日後戰爭的主要戰術之一。

## 戰役
在低地和萊茵地區的軍事行動
- 1743年6月16日-德廷根戰役
- 1744年2月22日-土倫戰役 (1744年)
- 1745年4月25日-圖爾奈圍城戰(1745)（法语：Siège de Tournai(1745)）
- 1745年5月11日-豐特努瓦戰役
- 1745年7月9日-梅勒戰役
- 1745年7月15日-根特圍城戰（英语：Fall of Ghent）
- 1745年8月~9月-奧斯坦德圍城戰(1745)（英语：Siege of Ostend(1745)）
- 1745年9月~10月-阿特圍城戰(1745)（法语：Siège d'Ath (1745)）
- 1746年1月~2月-布魯塞爾圍城戰（英语：Siege of Brussels）
- 1746年9月30日-那慕爾圍城戰(1746)（法语：Siège de Namur (1746)）
- 1746年9月~10月-洛里昂圍城戰(1746)（法语：Siège de Lorient）
- 1746年10月11日—羅庫戰役
- 1747年7月2日—勞菲爾德戰役
- 1747年7月~9月-貝亨奧普佐姆圍城戰 (1747年)
- 1748年4月15日-馬斯垂克圍城戰 (1748年)

在義大利地區的軍事行動
- 1744年4月24日-維拉弗蘭卡戰役（法语：Bataille de Villafranca (1744)）
- 1744年7月19日-皮埃爾隆格戰役（法语：Bataille de Pierrelongue）
- 1744年9月30日-庫內奧戰役
- 1745年9月27日-巴西尼亞諾戰役
- 1745年10月11日-約索戰役（法语：Combat de Josseau）
- 1746年8月10日-蒂多內戰役（法语：Bataille du Tidone）

在德意志和波希米亞地區的軍事行動
- 1741年4月10日-莫爾維茨會戰
- 1741年11月26日-布拉格戰役
- 1742年5月17日-查圖西茨會戰
- 1742年5月24日-薩海戰役（英语：Battle of Sahay）
- 1742年6月~12月-布拉格圍城戰(1742)（英语：Siege of Prague (1742)）
- 1745年6月4日-霍亨弗里德堡戰役
- 1745年9月30日-索爾戰役
- 1745年12月24日-凱撒斯多夫會戰

## 文字註釋
1. ↑  「奧地利王位繼承戰爭」這譯名為以往中國初接觸外國時的舊譯法，奧地利大公國的君主是奧地利大公，並非國王，正確譯名該為「奧地利領地繼承權戰爭」、「奧地利公國繼承權戰爭」，或說「奧地利君位繼承戰爭」，但因約定俗成，本文沿襲此名。
2. ↑  因為神聖羅馬帝國皇帝之位不能由女性繼承，因此波希米亞國王與神聖羅馬帝國皇帝並非同一人。此時波希米亞女王為瑪麗亞·特蕾西亞，而神聖羅馬帝國皇帝則是其夫婿法蘭茲一世。

## 参看
- 奧地利哈布斯堡王朝
- 奧地利統治者列表
- 七年战争
- 世界戰爭列表

## 註腳
1. ↑  Dwyer, Philip G. The Rise of Prussia 1700–1830. United Kingdom: Taylor & Francis, 2014. Page 14.
2. ↑  Clodfelter 2002，第78頁.
3. ↑  Dwyer, p. 14.
4. ↑  After the fifth Augmentation of 1747. However, apart from German and Walloon contingents, a Scots regiment and a number of Swiss regiments, other recruits were hard to find.This meant that the real number was closer to 90,000 men.
5. ↑  Gregory Hanlon. "The Twilight of a Military Tradition: Italian Aristocrats And European Conflicts, 1560–1800." Routledge: 1997. Page 120: "Gradual buildup brought the army close to 55,000 effective soldiers (including the provincial militia regiments) in 1747. This level of two percent of the total population, while lower than that of Prussia or Sweden, was far ahead of France, Austria, and most other European states, and certainly had no rival in Italy."
6. ↑  Clodfelter 2002，第81頁.
7. ↑  Luvaas 1966，第3頁.
8. ↑  Asprey 1986，第129頁.
9. ↑  Asprey 1986，第164頁.
10. ↑  Anderson 1995，第68頁.
11. ↑  Armour 2012，第99–101頁.
12. ↑  Anderson 1995，第69–72頁.
13. ↑  Black 1998，第13頁.
14. ↑  Asprey 1986，第223頁.
15. ↑  Starkey 2003，第107頁.
16. ↑  Anderson 1995，第143–144頁.
17. ↑  Browning: Austrian Succession, 219
18. ↑  Tucker, Spencer C. (编). . Santa Barbara (CA): ABC-CLIO. 2009: 746. ISBN 978-1-851-09667-1.
19. 1 2  Tucker, p. 753
20. ↑  Tucker, pp. 755–756